# Bullenbeisser

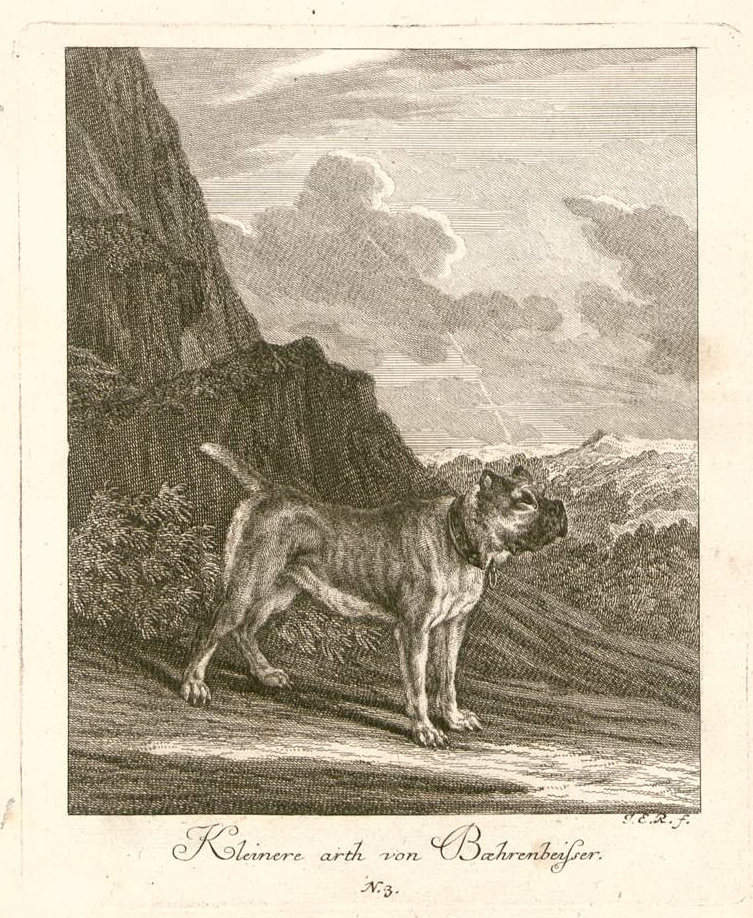
Brabanter bullenbeisser

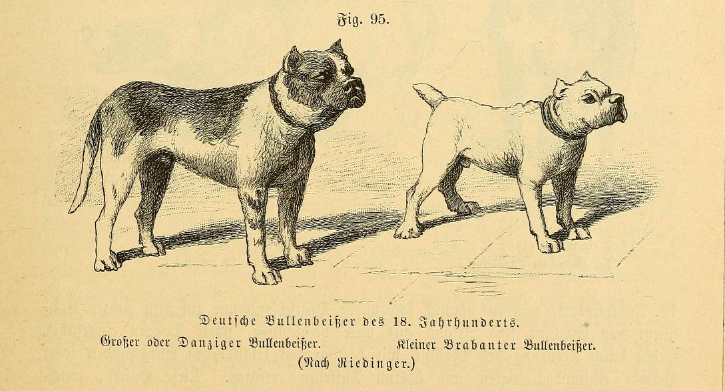
Danziger en Brabanter Bullenbeisser

De bullenbeisser (ook Duitse buldog genaamd) is een uitgestorven hondenras van Duitse oorsprong.
De bullenbeisser was een Molosser type. Ze stonden bekend als goede jagers en waren zeer sterk en wendbaar. In de Middeleeuwen werden ze gebruikt om op beren, herten en zwijnen te jagen. Het waren mastiff-achtige honden, kortharig, met een effen gestroomde kleur. De bullenbeisser had grote en brede kaken met krachtige kaakspieren.
Tot halfweg de 19e eeuw werd de Brabanter bullenbeisser ook aangewend in gevechten met stieren. Zijn korte neus met ondervoorbeet en zijn kleinere, wendbare gestalte, waren zeer geschikt om de stier in de neus te grijpen. Toen deze praktijken in Engeland en Europa rond 1835 werd verboden, was de Brabantse bullenbijter nog sporadisch terug te vinden bij slagers om later, begin 20e eeuw helemaal te verdwijnen. De Brabanter bullenbeisser stierf uit door kruisingen met andere rassen. 
Er waren twee varianten: de grote en zware Danziger bullenbeisser met een schofthoogte van 70 cm en de kleine Brabanter bullenbeiser (Brabantse bullenbijter) met een schofthoogte van 40 cm. Laatstgenoemde is de directe voorouder van de boxer. De Brabanter bullenbeisser leefde in de provincie Brabant in België en Nederland. De grotere Danziger bullenbeisser vertoefde in de regio Duitsland en Polen, in de buurt van Gdansk.
Aan het eind van de jaren 1870 kruisten de Duitse fokkers Roberth, König en Hopner de Brabanter bullenbeisser met de Engelse buldog om het nieuwe ras boxer te creëren rond 1890. De Brabanter bullenbeisser vertoonde uiterlijk de meeste gelijkenissen met recentere rassen zoals de Argentijnse dog en de  Spaanse buldog.